# テトラメチルスズ
テトラメチルスズ(英: Tetramethyltin)は、化学式(CH3)4Snで示される有機金属化合物の一種。透明な液体で、最も簡単な有機スズ化合物である。遷移金属を介し、酸塩化物をメチルケトンへ、ハロゲン化アリルをアリルメチルケトンへ変換する際に用いられる。揮発性と毒性があるため、取扱には注意を要する。

## 合成と構造
テトラメチルスズは、塩素とスズを反応させて得た塩化スズ(IV)と、グリニャール試薬の一種のヨウ化メチルマグネシウムとを反応させることにより得られる。
{\displaystyle {\ce {4CH3MgI\ + SnCl4 -> (CH3)4Sn\ + 4MgICl}}}
スズが4つのメチル基で囲まれた四面体構造で、ネオペンタンの重いアナログである。

## 用途

### メチルスズ化合物の前駆体
テトラメチルスズは、塩化トリメチルスズをはじめとするハロゲン化トリメチルスズや、その他の有機スズ化合物の前駆体となる。これらのメチルスズ塩化物は、コチェシュコフ再分配反応により作られる。テトラメチルスズと塩化スズ(IV)を100℃から200℃の間で反応させると、次のように塩化トリメチルスズが得られる。
{\displaystyle {\ce {SnCl4\ + 3SnMe4 -> 4Me3SnCl}}}
もう一つの経路として、テトラメチルスズと塩化水銀(II)を反応させて塩化トリメチルスズを得る方法がある。この場合には副生物として塩化テトラメチル水銀が生じる。
{\displaystyle {\ce {4HgCl2\ + 4SnMe4 -> 4Me3SnCl\ + 4MeHgCl}}}
メチルスズ化合物は、ポリ塩化ビニルの安定剤の前駆体となる。ジメルカプトスズ化合物およびトリメルカプトスズ化合物は、ポリ塩化ビニルの光や熱による劣化の要因である脱塩化水素作用を抑制する効果がある。

### 表面の機能化
テトラメチルスズは277℃で、気相の状態で分解する。 テトラメチルスズの蒸気はケイ素と反応し、グラフト表面固体を形成する。
{\displaystyle {\ce {Me4Sn\ +{\equiv }\ SiOH->{\equiv }\ SiOSnMe3\ +MeH}}}
この反応は、他のアルキル基でも生じる。これらのプロセスは、-90℃の低温下でゼオライトを官能化するのに利用されている。

### 有機合成化学
有機合成化学においては、パラジウム触媒カップリング反応 (palladium-catalyzed coupling reactions) により、酸塩化物をメチルケトンに変換する。
{\displaystyle {\ce {SnMe4\ + RCOCl -> RCOMe\ + Me3SnCl}}}

## 安全性
日本の消防法では危険物第4類、第1石油類に区分される。水生生物に対し非常に強い毒性を持つ。